# Montbrayite
La montbrayite è un minerale.